# Guernsey zászlaja
Szent György keresztje a brit koronához fűződő alkotmányos kötelékeit jelképezi, Hódító Vilmos sárga keresztje pedig azt idézi, hogy Guernsey valaha Normandiához tartozott. Vilmos ezzel a kereszttel ellátott bannere több példányban is szerepel a 11. századi bayeux-i kárpiton.

## Guernsey-hez tartozó szigetek
Guernsey Bailiwick of Guernsey-ből, Alderney-ből, Nagy és Kis Sarkból, Hermből, Brechou-ból, Jethou-ból és Lihou-ból áll. Néhány hozzá tartozó sziget saját fehér, Szent György-keresztes és egyéb címerképekkel ellátott zászlóval rendelkezik. Sark zászlóján (arányai: 1:2) két sárga oroszlán látható a vörös felsőszögben. Herm zászlójának (arányai: 3:5) felsőszögében egy három szerzetest és két delfint ábrázoló címeres banner jelenik meg. Leonard Joseph Matchan, Brechou tulajdonosának zászlaja (arányai: 1:2) pontosan olyan, mint Sarké, de személyi címere díszíti a repülőrész alsó felét.

Herm zászlaja